# Diocesi di Flaviade
La diocesi di Flaviade (in latino Dioecesis Flaviensis) è una sede soppressa del patriarcato di Antiochia e una sede titolare della Chiesa cattolica.

## Storia
Flaviade, identificata con la città di Kadirli nel distretto omonimo in Turchia, è un'antica sede episcopale della provincia romana della Cilicia Seconda nella diocesi civile d'Oriente. Faceva parte del patriarcato di Antiochia ed era suffraganea dell'arcidiocesi di Anazarbo, come documentato da una Notitia episcopatuum datata alla seconda metà del VI secolo.
Diversi sono i vescovi noti di Flaviade. Secondo la tradizione greca, riportata da Le Quien, primo vescovo di Flaviade sarebbe stato sant'Alessandro, che divenne poi vescovo di Gerusalemme. Niceta fu uno dei padri del primo concilio di Nicea del 325 e del sinodo di Antiochia del 341. Giovanni prese parte al concilio di Calcedonia nel 451. Procopio visse all'epoca di Severo di Antiochia. Andrea partecipò al sinodo riunito a Mopsuestia nel 550. Un'iscrizione trovata a Sis e datata al 596 riporta il nome del vescovo Pietro. Giorgio era presente al concilio di Costantinopoli del 680/681. Infine nel X secolo è noto il vescovo Eustrazio, che divenne patriarca di Antiochia.
Dal XVIII secolo Flaviade è annoverata tra le sedi vescovili titolari della Chiesa cattolica; la sede è vacante dal 20 agosto 1969.

## Cronotassi

### Vescovi greci
- Alessandro † (menzionato nel 223 circa)
- Niceta † (prima del 325 - dopo il 341)
- Giovanni † (menzionato nel 451)
- Procopio † (prima metà del VI secolo)
- Andrea † (menzionato nel 550)
- Pietro † (menzionato nel 596)
- Giorgio † (prima del 680 - dopo il 681)
- Eustrazio † (? - ottobre o novembre 969 nominato patriarca di Antiochia)

### Vescovi titolari
Nelle fonti la sede Flaviensis è spesso confusa con quella Flaviopolitana.
- Johann Friedrich Adolf von Hörde zu Schönholthausen † (15 marzo 1723 - 3 agosto 1761 deceduto)
- Gabriele Maria Gravina, O.S.B. † (26 settembre 1791 - 23 settembre 1816 nominato vescovo di Catania)
- Jan Jerzy Wilkxycki † (28 luglio 1817 - 15 maggio 1831 deceduto)
- Epifanio Maria Turrisi † (17 settembre 1838 - ?)
- Edmund Knight † (28 maggio 1895 - 9 giugno 1905 deceduto)
- Johannes Trepnau † (3 ottobre 1905 - 16 giugno 1906 deceduto)
- Juan Ignacio González Eyzaguirre † (18 aprile 1907 - 8 agosto 1908 nominato arcivescovo di Santiago del Cile)
- Giuseppe Foschiani † (24 ottobre 1908 - 2 luglio 1910 succeduto vescovo di Belluno e Feltre)
- Joseph Chartrand † (27 luglio 1910 - 25 settembre 1918 succeduto vescovo di Indianapolis)
- John Gregory Murray † (15 novembre 1919 - 29 maggio 1925 nominato vescovo di Portland)
- Francisco Miguel Irazola y Galarza, O.F.M. † (14 luglio 1925 - 12 luglio 1945 deceduto)
- Ramón José Castellano † (24 novembre 1945 - 26 marzo 1958 nominato arcivescovo di Córdoba)
- Marijan Oblak † (30 aprile 1958 - 20 agosto 1969 nominato arcivescovo di Zara)